# Phir Bhi Dil Hai Hindustani
Pour plus de détails, voir Fiche technique et Distribution.
Phir Bhi Dil Hai Hindustani (traduction : « Pourtant mon cœur est indien ») est un film indien des studios de Bollywood réalisé par Aziz Mirza et produit par Dreamz Unlimited, sorti en 2000.
Le film raconte la rivalité qui oppose deux reporters de télévision, Shahrukh Khan et Juhi Chawla, puis leur collaboration pour sauver un homme injustement accusé de terrorisme. Il n'a rencontré ni la faveur du public, ni celle des critiques.

## Synopsis
Ajay Bakshi, journaliste vedette au style peu orthodoxe et à l'ego surdimensionné, use de tous les moyens pour contrer Ria Banerjee, son alter ego et rivale d'une chaîne concurrente. Loin de ce monde clinquant où la seule chose qui vaille est la course au scoop, un homme d'affaires est assassiné à la veille des élections et des troubles inter-communautaires éclatent dans le pays. En couvrant cet événement, Ajay et Ria se rapprochent. Le meurtrier, Mohan Joshi, est arrêté et accusé de terrorisme. Mais il réussit à s'enfuir dans la voiture d'Ajay et Ria, auxquels il dévoile les motivations de son geste : sa fille est morte des suites d'un viol perpétré par l'homme que, fou de douleur, il vient d'assassiner. Les deux journalistes luttent pour faire éclater la vérité malgré l'opposition de leurs rédactions et les menaces des politiciens corrompus,

## Fiche technique et artistique
- Titre : Phir Bhi Dil Hai Hindustani
- Titre original en hindi : फिर भी दिल है हिंदुस्तानी
- Titre original en ourdou : پھر بھی دل ہے ہندوستانے
- Réalisateur : Aziz Mirza
- Scénario : Raaj Kumar Dahima, Manoj Lalwani
- Dialogues : Sanjay Chhel
- Musique : Jatin-Lalit
- Parolier : Javed Akhtar
- Chorégraphie : Farah Khan
- Direction artistique : Sharmishta Roy
- Photographie : Santosh Sivan
- Production : Juhi Chawla, Shahrukh Khan et Aziz Mirza (Dreamz Unlimited)
- Langue : hindi
- Pays d'origine : Inde
- Date de sortie : 21 janvier 2000
- Format : Couleurs
- Genre : comédie dramatique, thriller politique
- Durée : 168 minutes

## Distribution
- Shahrukh Khan : Ajay Bakhshi
- Juhi Chawla : Ria Banerjee
- Paresh Rawal : Mohan Joshi

## Musique
La bande originale comporte 8 chansons dont la musique a été composée par Jatin-Lalit et les paroles écrites par Javed Akhtar.
| Titre                       | Interprète(s)             |
| --------------------------- | ------------------------- |
| Aao Na Aao Na               | Jatin Pandit              |
| Banke Tera Jogi             | Alka Yagnik, Sonu Nigam   |
| I Am The Best I             | Abhijeet                  |
| I Am The Best II            | Alka Yagnik               |
| Kuch To Bata                | Abhijeet, Alka Yagnik     |
| Phir Bhi Dil Hai Hindustani | Udit Narayan              |
| Aur Kya                     | Abhijeet, Alka Yagnik     |
| Vande Mataram               | Shankar Mahadevan, Ehsaan |

## Récompenses
IIFA Awards 2001 : Meilleurs effets spéciaux à Rajtaru Videosonic Limited